# Nephropsis atlantica
Nephropsis atlantica е вид ракообразно от семейство Омари (Nephropidae).

## Разпространение
Видът е разпространен в Ангола (Кабинда), Бенин, Великобритания (Северна Ирландия), Габон, Гамбия, Гана, Гвинея, Гвинея-Бисау, Демократична република Конго, Екваториална Гвинея (Анобон и Биоко), Западна Сахара, Ирландия, Испания (Канарски острови), Кабо Верде, Камерун, Кот д'Ивоар, Либерия, Мавритания, Мароко, Намибия, Нигерия, Португалия (Мадейра), Сенегал, Сиера Леоне, Того, Фарьорски острови и Франция.